# جمعية بلانكيت
يقوم صندوق بلانكيت الاستئماني الملكي بنيوزيلاندا بتوفير مجموعة واسعة من الخدمات المجانية التي تهدف إلى تحسين والحفاظ على صحة وسلامة الأطفال تحت سن الخامسة في نيوزيلاندا، حيث يعرف باسم بلانكيت فقط. مهمة الجمعية الأساسية هي«ضمان أن الأطفال في نيوزيلاندا من ضمن الأصح في العالم». يتم تنظيم الكثير من أعمال بلانكيت بواسطة قواعد المتطوعين في جميع أنحاء نيوزيلندا. كان مجتمع متحد يسمى جمعية بلانكيت الملكية النيوزيلاندية حتى الأول من يناير عام 2018 حين أصبح صندوق ائتماني خيري بموجب قانون الصناديق الخيرية لعام 1957.

## التاريخ
مع الدافع لتشكيل «مجتمع» دوره أن «يساعد الأمهات وإنقاذ الأطفال»، عمل الدكتور فريدريك تروبي كينج على مقال يركز على رعاية الطفل. وعقد تروبي كينج اجتماع، الذي أدى الي تأسيس الجمعية في النهاية، في 14 مايو 1907 بدنيدن. كان كينج مشرفًا طبيًا ومحاضرًا في الأمراض العقلية. وأعرب عن اعتقاده أنه من خلال توفير خدمات الدعم للآباء والأمهات، يمكن للجمعية ضمان نظام غذائي مفيد للأطفال، والحد من معدلات وفيات الأطفال. كما كان يعتقد أيضًا أن هذا يحسن صحة البالغين عندما يكبر الأطفال.
نالت الجمعية التي كانت تسمى في الأصل جمعية صحة النساء والأطفال، اعتراف ملكي والحصول على لقب الملكي في 1915.استمد اسك بلانكيت من الراعي في البداية من المجتمع، فيكتوريا الكسندرينا بلانكيت، والدة ثمانية وزوجة حاكم نيوزيلندا آنذاك، وليام بلانكيت، البارون بلانكيت الخامس.
في وقت لاحق من ذلك العام، افتتحت الجمعية لأول مرة بيت كاريتين للأطفال في دنيدن، ثم افتتحت مراكز في أوكلاند وويلينجتون وكريستشيرش. تم استخدام هذه المراكز لكلا المعسكرات التدريبية للممرضات وللأطفال الذين فشلوا في الازدهار.
وقد عملت الجمعية لسنوات عديدة في ظل تصور خاطئ بأنها أنشئت لتلبية احتياجات النساء الأوروبيات وأطفالهن فقط؛ مما عزز هذا الانطباع حقيقة أن وزارة الصحة تدير خدمة ممرضة الصحة الأصلية على وجه التحديد للماوري في المناطق الريفية.
في عام 1912، قام كينج بجولة لإعطاء محاضرات عن جمعية بلانكيت. في هذه الجولات، حقق نجاحًا كبيرًا في جذب الدعم للجمعية، جزئًا منها لأنه بالغ في التأثير على معدلات وفيات الرضع. نتيجة جولته، تم افتتاح 60 مركزًا جديدًا في جميع أنحاء نيوزيلندا، يعمل في كل منها ممرضًا. تم الإشارة إلى هذه المراكز باسم غرف بلانكيت ولكن يُشار إليها الآن باسم عيادات بلانكيت. نشر كينغ العديد من الكتيبات، من بينها التغذية والرعاية للطفل (1913)، وتوقعات الأم والطفل في الشهور الأولى (1916). تم إعطاء هذا المنشور الأخير لكل طالب للحصول على رخصة زواج.
تم حتى إعطاء الأمهات تدريبات لإبلاغهن بالنظافة المنزلية واللوحات الأم التي تستند إلى أيديولوجية كينج. تضمنت انتظام عادات التغذية والأكل وحركة الأمعاء. في نيوزيلندا، أصبحت فلسفة بلانكيت «تقاليد الأبوة والأمومة» وفي غضون ثلاثة عقود، كان لدى نيوزيلندا أدنى معدل لوفيات الرضع في العالم.